# Izola
Izola (italiană Isola d'Istria) este un oraș situat în partea de sud-vest a Sloveniei, pe malul Adriaticii. Este reședința comunei Izola. La recensământul din 2002 avea o populație de 10381 locuitori. Numele localității provine de la cuvântul italian: isola care se treduce prin insulă. 

## Istoric
La sud-vest de orașul modern se întindea portul roman Haliaetum, care își avea originile în secolul al II-lea î.Hr. Așezarea de astăzi a fost întemeiată pe o insuliță de către refugiați veniți din orașul Aquileia în secolul al VII-lea.